# Curtiss-Wright CW-14 Osprey
El Curtiss-Wright CW-14, también llamado Travel Air, Sportsman, Speedwing y Osprey, fue un biplano de un solo vano, de cabina abierta de tres asientos, estadounidense y de los años 30 del siglo XX, que fue desarrollado por Travel Air como reemplazo de su muy exitoso Travel Air 4000. Como resultado de la Gran Depresión, que también limitó las ventas, Travel Air se fusionó en el grupo de compañías de Curtiss-Wright antes de que la producción pudiera comenzar, por lo que todos los ejemplares fueron construidos por Curtiss-Wright. Su principal aspiración a la fama sería como el avión más numeroso usado en la guerra del Chaco, donde formaba la columna vertebral de la Fuerza Aérea Boliviana.

## Diseño y desarrollo
Los biplanos previos de Travel Air habían sido diseñados bajo la dirección de Walter Beech; sin embargo, el 14 fue diseñado por Fred Landgraff, cuya experiencia previa de diseño incluía los biplanos Rearwin Ken-Royce y Alexander Eaglerock (a los que el nuevo diseño debía más que al Travel Air 4000/4 que estaba destinado a reemplazar). El manejo del avión reflejaba esto, y fue descrito como "no Travel Air". Una de las posibles razones de las diferencias de manejo podía ser el perfil alar elegido (los biplanos Travel Air previos habían usado la sección alar Travel Air #1, mientras que el CW-14 usaba la sección Navy N-9, que también usaban el Beechcraft 17 Staggerwing, y el Vought UO, mientras que los contemporáneos Curtiss-Wright CW-12 y CW-16 usaban un Clark Y del 15%. Las alas estaban construidas alrededor de cuatro largueros sólidos de picea, usaba costillas de entramado de una sola pieza y estaban equipadas con alerones Frise solo en el ala superior, que proporcionaban un buen control a baja velocidad al tiempo que ayudaban a contrarrestar la guiñada adversa. Existía una pasarela de contrachapado en la raíz alar de ambos lados, y la misma estaba carenada con el fuselaje mediante un fillet metálico. Se prescindió de los tubos externos que conectaban los alerones del ala superior con el tubo de giro del ala inferior de los Travel Air, y las líneas de control discurrían por dentro de los soportes. El depósito principal de combustible de 130 l estaba en el fuselaje, por delante del compartimiento de los pasajeros, mientras que un depósito por gravedad de 87 l estaba instalado en la sección central del ala superior. El empenaje estaba construido con tubos de acero soldados, siendo la aleta ajustable en tierra para la compensación, pudiéndose ajustar los elevadores en vuelo. Los B-14R y C-14R disponían de elevadores redondeados de área ligeramente reducida.
Los soportes de cabaña se parecían más a los "//\" del Eaglerock que a los soportes en N de los Travel Air, así como la estructura interna del fuselaje. El mismo estaba construido con tubos de aleación de acero al cromo-molibdeno formando una celosía Pratt incrustada al 3/5 inferior de la sección oval del fuselaje, que estaba revestida con formadores y listones a una forma casi ideal. Nuevamente, y a diferencia de Travel Air, no se utilizaron cables de arriostramiento; en su lugar un arriostramiento metálico mantenía el escuadro. La cabina delantera acomodaba a dos pasajeros y a diferencia del Travel Air 4000, no disponía de la puerta en el lado izquierdo ni la correspondiente inclinación en el larguerillo izquierdo. Se proporcionaba una cubierta metálica que tapaba la cabina delantera cuando no se usaba y una opción disponible con un coste adicional eran los controles duales. Existía espacio para el equipaje en un gran compartimiento detrás del piloto y un pequeño cajón en el salpicadero de la cabina delantera. El motor radial estaba rodeado por una capota NACA para reducir la resistencia. Solo se ofrecieron dos modelos de motor: el poco fiable Curtiss R-600 Challenger de 138 kW (185 hp), que iba a ser usado solo en el prototipo, y varias versiones de la familia Wright Whirlwind, abarcando de los 180 a los 310 kW (240 a 420 hp). El militarizado C-14R tenía un gran corte en el borde de fuga del ala superior, soportes de cabaña rediseñados y la cabina de mando cambiada hacia delante para dejar espacio para un artillero detrás del piloto.
Todas las superficies, aparte de los paneles de aluminio en la parte superior del fuselaje, estaban recubiertas de tela aeronáutica encerada.
El tren de aterrizaje de eje partido usaba soportes amortiguadores oleoneumáticos, abandonando las bandas elásticas usadas en los Travel Air previos. Llevaba neumáticos de baja presión de 8.00x10 y disponía de frenos. Se usaban tanto rueda como patín de cola. Una serie de accidentes en Bolivia, y las quejas resultantes, provocó el rediseño de un patín más alto para los ejemplares bolivianos.
Los ejemplares militares bolivianos fueron equipados con soportes para bombas que estaban autorizados para llevar hasta 110 kg de bombas. Estos aviones también fueron armados con una ametralladora fija de fuego frontal sincronizada de 7,62 mm proporcionada con 500 disparos de munición, mientras que el observador/artillero estaba provisto con una ametralladora flexible del mismo calibre que podía colocarse en siete posiciones diferentes, aunque, en las misiones de bombardeo, el artillero se dejaba en tierra a menudo.

## Historia operacional
Aunque destinado a reemplazar al Travel Air 4000, la época de los biplanos de cabinas abiertas de tres asientos estaba acabando, y la Gran Depresión estaba acabando con cualquier previsión de ventas. La única venta civil significativa fue a la Union Oil Company, cuyo pedido de dos A-14D (nc 2006 (NC12307) y nc 2007 (NC12310)) reemplazó a sus muy usados Travel Air 4000.
Un único B-14B (nc 2010 (NC12332)) fue retenido por el Curtiss Flying Service, que lo usó principalmente en demostraciones.
La predecesora de la FAA, la Oficina de Comercio Aéreo, operó un único B-14B (nc 2011 (NS1A, NC1A)), y otro fue convertido desde un B-14B en el único B-14R (nc 2003 (NC12311)) como avión de carreras.
Las versiones armadas militarizadas C-14R Osprey se vendieron mejor, aunque, aparte de Bolivia, que recibió 20 aparatos, los restantes operadores, que eran latinoamericanos, los operaron en parejas o tríos.

### Guerra del Chaco

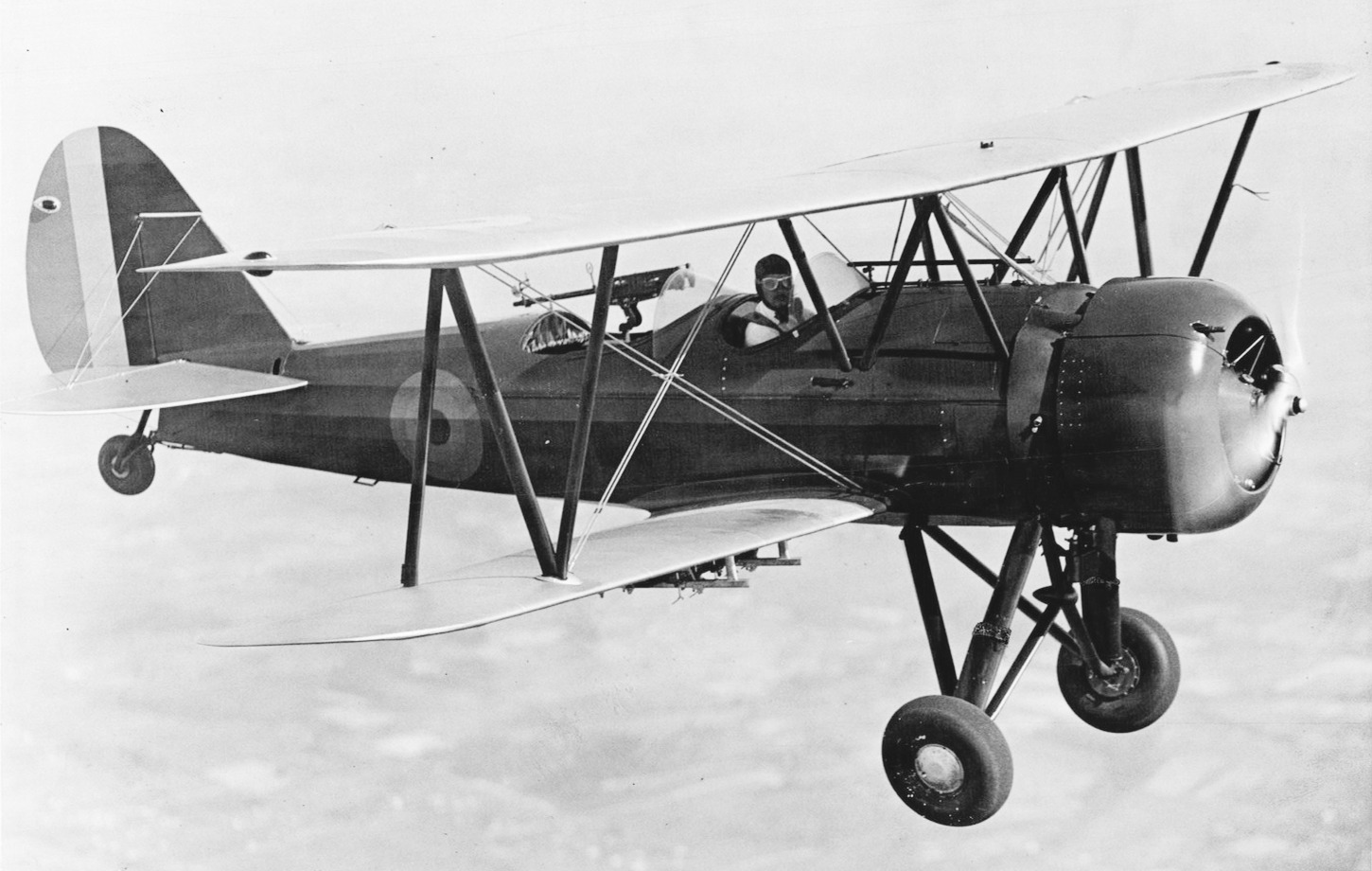
Curtiss-Wright CW-C-14R, pilar de la Fuerza Aérea Boliviana durante la guerra del Chaco, en vuelo.

Aunque los C-14R Osprey bolivianos fueron los aviones más ampliamente usados por cualquiera de las partes implicadas en la guerra del Chaco, se adelantaron células adicionales que nunca fueron entregadas. Los Osprey que fueron entregados a Bolivia lo hicieron en tres lotes, de 12, 6 y 3 aviones, siendo requisado el último avión del tercer lote por la aduana chilena debido al embargo impuesto por los Estados Unidos. Esto tuvo el efecto de cancelar una cuarta orden de 6 aparatos. El paradero final de la aeronave incautada se desconoce. Se asignaron números de serie aleatorios a todos los aviones excepto al primer par, que se perdieron en accidentes antes de que los números pudieran ser asignados. Poco después de que los últimos ejemplares fuesen declarados operativos, la Fuerza Aérea reorganizó sus aviones en unidades nombradas según su modelo más importante, de ahí que se formase la Escuadrilla Osprey.
El primer vuelo operativo fue realizado el 2 de enero de 1933 durante el ataque boliviano a Nanawa, donde se atacaron concentraciones de tropas paraguayas, mientras que el primer avión derribado, por fuego terrestre, durante la guerra fue un Osprey, el 25 de febrero del mismo año. El primer derribo aire-aire de la guerra lo protagonizó un Osprey, volado por Rafael Pabón, sobre un Potez 25TOE paraguayo, pero acabó muerto cuando su Osprey cayó en llamas el 12 de agosto de 1934 cerca de Fort Florida. Los bolivianos bautizaron más tarde el Aeropuerto Teniente Coronel Rafael Pabón en su honor.
Un ataque de seis Osprey sobre Puerto Casado el 27 de abril de 1933 provocó protestas del Gobierno argentino, que fueron reiteradas cuando un único vuelo de un solo Osprey lanzó folletos de propaganda artesanales sobre Concepción (Paraguay). Argentina estaba en ese momento manteniendo una posición de neutralidad, al tiempo que suministraba equipamiento a Paraguay, pero habría representado una seria amenaza para los bolivianos si hubiera declarado la guerra. Así, aunque los pilotos que volaban los Osprey proporcionaban amplia inteligencia de los movimientos paraguayos, la fracasada actuación del comandante Hans Kundt durante el Cerco de Campo Vía resultó en la mayor derrota militar sufrida por Bolivia, destruyendo sus defensas y acelerando el final de la guerra, en beneficio de Paraguay.
Para la época del armisticio en junio de 1935, se sabe que solo tres de los 20 aparatos seguían operativos, entre accidentes y pérdidas en combate. Dos ejemplares permanecieron operativos hasta enero de 1940, y se envió una solicitud no cumplida de repuestos a las autoridades estadounidenses en 1945. El último ejemplar todavía estaba en los libros tan tarde como en 1954, aunque ya no estaba en condiciones de vuelo.

## Variantes
Datos de Aerofiles, U.S. Civil Aircraft: Vol. 5, y Curtiss Aircraft 1907-1947.
CW-14C Travel Air
Prototipo de 1931 (ATC 2-357) con motor radial Curtiss R-600 Challenger de 138 kW (185 hp). Uno construido, más tarde convertido en A-14D.
CW-A-14D Sportsman Deluxe
Versión de 1931 (ATC 442) con motor radial Wright J-6-7 Whirlwind de 180 kW (240 hp).
CW-B-14B Speedwing
Versión de 1932 (ATC 485) con motor radial Wright R-975E de 250 kW (330 hp).
CW-B-14D Speedwing
Un aparato modificado con motor radial Wright R-975E de 260 kW (350 hp).
CW-B-14R (Racer)
Un aparato construido para Casey Lambert con motor radial Wright J-6-9 Whirlwind/SR-975 de 310 kW (420 hp).
CW-C-14B Osprey
CW-B-14B militar de 1932 con motor radial Wright J-6-9 Whirlwind de 220 kW (300 hp).
CW-C-14R Osprey
Motor radial Wright J-6-9 Whirlwind de 310 kW (420 hp).
CW-C-14B9
Designación alternativa para el C-14R.
CW-17R
Desarrollo de caza del Osprey, probablemente no construida.
CW-18D
Desarrollo no construido como entrenador básico del Osprey con cambios en detalle, para ser propulsado por un Wright R-760E.

## Operadores

### Civiles
Estados Unidos
- Casey Lambert: tenía un B-14R que había sido convertido desde un B-14B.
- Oficina de Comercio Aéreo: operó un CW-B-14B.[11]
- Curtiss Flying Service: operó un CW-B-14B,[11] que fue convertido en B-14D.
- Union Oil Company: operó dos CW-A-14D.[10]

### Militares
Argentina
- Servicio de Aviación Militar: operó un CW-A-14D Speedwing en los años 30.[22]

 Bolivia
- Fuerza Aérea Nacional de Bolivia y Fuerza Aérea Boliviana: operó 20 CW-C-14R/C-14B-9 Bolivian Osprey desde el 15 de diciembre de 1933 hasta 1954.[12][23][24]

 Colombia
- Aviación Militar: operó, al menos, tres CW-14 Osprey desde diciembre de 1932 hasta 1939.[12][25]

 Ecuador
- Fuerza Aérea del Ejército Ecuatoriano: operó dos CW-14R Osprey (nc 2014 y 2015) desde agosto de 1932 hasta 1936.[12][26]

 El Salvador
- Fuerza Aérea del Ejército de El Salvador: operó tres CW-14 Osprey (nc 2033, 2034 y 2035) desde agosto de 1933 hasta 1942.[12][27]

 Venezuela
- Servicio Aéreo Militar Venezolano: operó dos CW-14R Osprey y un C-14B desde agosto de 1932 hasta 1938.[12][28]

## Supervivientes

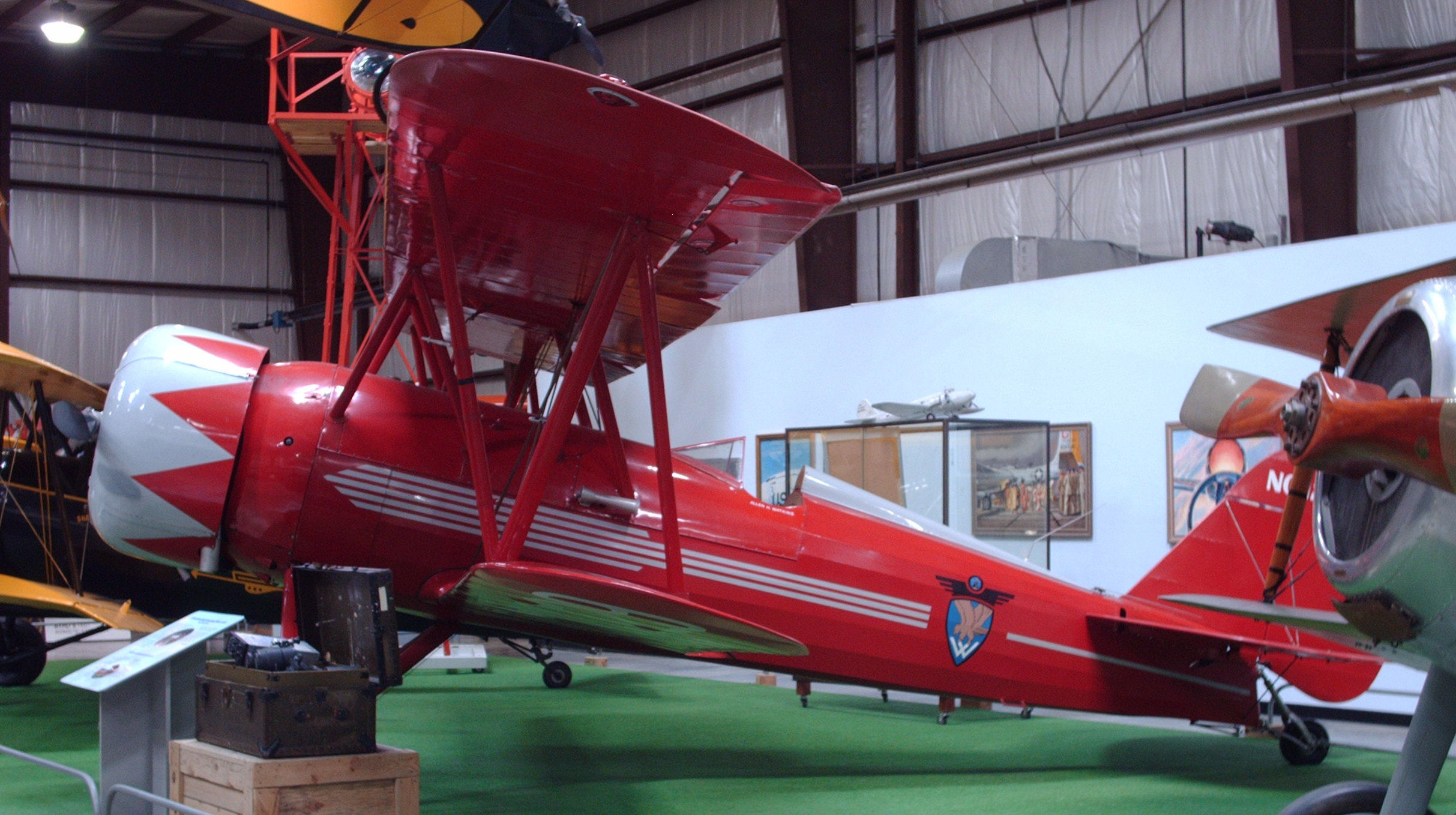
Curtiss-Wright CW-A-14-D NC12329 en exhibición en el actualmente desaparecido Virginia Aviation Museum.

Actualmente existen cuatro ejemplares en el registro civil estadounidense, la mitad de los que se registraron en los Estados Unidos, aunque es probable que no todos estén en condiciones de vuelo, o ni siquiera estén en exhibición. El único ejemplar en exhibición está desafortunadamente almacenado tras la desaparición del Virginia Aviation Museum en el que perduraba. No se sabe que sobreviviera ninguno de los ejemplares exportados.
- Nc 2003 (NC12311): B-14-R de 1931, está registrado en Poplar Grove (Illinois), y ha sido restaurado a la condición de vuelo.[29]
- Nc 2008 (NC12323): A-14-D de 1931, está registrado en Fort Myers (Florida).[30]
- Nc 2009 (NC12329): A-14-D, está registrado en Atlanta, Georgia, y actualmente está almacenado, pendiente de la creación de un nuevo museo que lo albergue, y al resto de la colección del Virginia Aviation Museum.[31]
- Nc 2010 (NC12332): B-14-B, está registrado en Union City (Tennessee).[32]

## Especificaciones (CW-B-14B Speedwing (ATC #485))
Referencia datos: U.S. Civil Aircraft: Vol. 5

### Características generales
- Tripulación: Uno (piloto)
- Capacidad: Dos pasajeros
- Longitud: 7,1 m (23,2 ft)
- Envergadura: 9,45 m (superior), 7,19 m (inferior)
- Altura: 2,8 m (9,1 ft)
- Superficie alar: 23 m² (247,6 ft²)
- Perfil alar: Navy N-9[7]
- Peso vacío: 911 kg (2007,8 lb)
- Peso cargado: 1391 kg (3065,8 lb)
- Peso útil: 480 kg (1057,9 lb)
- Planta motriz: 1× motor radial de nueve cilindros refrigerado por aire Wright R-975-E Whirlwind.
  - Potencia: 220 kW (303 HP; 299 CV)
- Hélices: Hamilton-Standard bipala metálica de paso fijo
- Capacidad de combustible: 250 l
- Capacidad de aceite: 19 l

### Rendimiento
- Velocidad máxima operativa (Vno): 285 km/h (177 MPH; 154 kt)
- Velocidad crucero (Vc): 240 km/h (149 MPH; 130 kt)
- Alcance: 925 km (499 nmi; 575 mi) a velocidad de crucero
- Techo de vuelo: 5700 m (18 701 ft)
- Régimen de ascenso: 8,1 m/s (1594 ft/min) para el primer minuto desde el nivel del mar
- Consumo de combustible: 61 l/h a velocidad de crucero

## Aeronaves relacionadas

### Desarrollos relacionados
- Curtiss-Wright CW-12 y CW-16

### Aeronaves similares
- Boeing Model 203
- Bourdon/Viking Kittyhawk
- Stearman 4

### Secuencias de designación
- Secuencia Numérica (interna de Travel Air): ← 10 - 11 - 12 - 14 - 15 - 16
- Secuencia CW-_ (interna de Curtiss): ← CW-10 - CW-11 - CW-12 - CW-14 - CW-15 - CW-16 - CW-17 - CW-18 - CW-19 - CW-20 - CW-21 →